# 波佐村
波佐村（はざむら）は、島根県那賀郡にあった村。現在の浜田市の一部にあたる。

## 地理
周布川の上流部、支流の深笹川、落し谷川の合流点の地域に位置していた。

## 歴史
- 1889年（明治22年）4月1日、町村制の施行により、那賀郡波佐村、長田村、小国村が合併して村制施行し、波佐村が発足[1][2]。
- 1953年（昭和28年）12月1日 - 大字波佐字滝平の一部を広島県山県郡八幡村に編入[3]。
- 1956年（昭和31年）8月1日 - 那賀郡雲城村、今福村と合併して金城村が新設され廃止[1][2]。

## 産業
- 農業、製紙業[1]。

## 天然記念物
波佐の中心集落付近の特定の地域に群生していたカワシンジュガイが、1937年、生息南限の地として天然記念物指定地となったが昭和18年台風第26号の水害で絶滅した。